# Saduniszki (gmina Mickuny)
Saduniszki (lit. Sadūniškės) – wieś na Litwie, w okręgu wileńskim, w rejonie wileńskim, w gminie Mickuny, przy linii kolejowej Wilno – Kiena.

## Historia
Pod zaborami i w II Rzeczypospolitej zaścianek. W XIX i w początkach XX w. położone były w Rosji, w guberni wileńskiej, w powiecie wileńskim, w gminie Rukojnie. Po I wojnie światowej pod administracją polską, w Zarządzie Cywilnym Ziem Wschodnich. W latach 1920–1922 w składzie Litwy Środkowej.
Od 11 kwietnia 1922 leżały w Polsce, w województwie wileńskim, w powiecie wileńsko-trockim, do 1 kwietnia 1927 w gminie Rukojnie, następnie w gminie Mickuny. W 1931 miejscowość liczyła:
- wieś Saduniszki – 142 mieszkańców, zamieszkałych w 21 budynkach,
- zaścianek Saduniszki I – 46 mieszkańców, zamieszkałych w 9 budynkach,
- zaścianek Saduniszki II – 23 mieszkańców, zamieszkałych w 4 budynkach[2].

Po II wojnie światowej w granicach Związku Sowieckiego. Od 1991 na niepodległej Litwie. W wyniku biurokratycznego błędu Państwowego Centrum Rejestrów wieś należy do gminy Mickuny, w przeciwieństwie do południowej części wsi, wchodzącej w skład gminy Kowalczuki. Odkrycie przynależności do gminy mickuńskiej było zaskoczeniem dla mieszkańców północnej części Saduniszek. W 2009 z inicjatywy mieszkańców odbyło się referendum, w którym, przy frekwencji 41%, 49 na 52 osoby opowiedziały się za przynależnością do gminy Kowalczuki. Zmiana nie została jednak do dziś przeprowadzona.